# Phim hài tình huống teen
Phim hài tình huống teen hay phim sitcom teen là một nhánh của các chương trình truyền hình hài kịch và nhắm tới đối tượng khán giả ở độ tuổi thanh thiếu niên. Về tổng thể thì dòng phim này tập trung chủ yếu vào các nhân vật tuổi từ 13–19, thường đặc tả các nhân vật trong các tình huống hài hước, hóm hỉnh (không theo kiểu chân thực thì là kỳ ảo, phụ thuộc vào nội dung phim), và thường tập trung xung quanh gia đình và đời sống xã hội của các nhân vật.

## Lịch sử

### Những năm 1940–1980
Bộ phim hài tình huống teen thuộc dạng xa xưa nhất là Meet Corliss Archer, phiên bản truyền hình của một chương trình phát thanh nổi tiếng kể về cuộc đời một thiếu nữ vốn phát sóng cùng một lúc năm 1954. Phim hài tình huống teen đầu tiên chiếu trên đài lớn là The Many Loves of Dobie Gillis, một bộ phim của đài CBS giai đoạn 1959–1963 dựa trên những câu chuyện ngắn trên giảng đường do nhà văn hài hước Max Shulman chắp bút. Dobie Gillis đã theo chân những chuyến phiêu lưu của một chàng trai trẻ tuổi và đám bằng hữu của cậu ta ở trường trung học, trong quân ngũ và giảng đường đại học. Đây cũng là phim truyền hình đầu tiên của Mỹ đưa những cô cậu thanh thiếu niên (do Dwayne Hickman và Bob Denver thủ vai, khi đó họ đều ở những năm đôi mươi) lên làm nhân vật chính.

### Từ thập niên 1990 trở đi

#### Đài ABC
Một trong những bom tấn lớn nhất của chuỗi chương trình TGIF là bộ phim Sabrina - Cô phù thủy nhỏ khởi chiếu năm 1996. Phim do Melissa Joan Hart thủ vai chính, trước đó cô từng được khán giả trẻ biết đến trong bom tấn hài kịch tình huống của kênh Nickelodeon là Clarissa Explains It All giai đoạn 1991–1994. Hình mẫu Sabrina dựa trên một nhân vật truyện tranh nổi tiếng của Archie Comics từng được làm phim hoạt hình từ đầu thập niên 1970 và một bộ phim điện ảnh truyền hình cùng tên năm 1996 chiếu trên kênh Showtime. Thương hiệu phim này tập trung vào hành trình của nhân vật chính cố gắng sống cuộc đời của một cô gái bình thường trong khi phải đối mặt với việc là nửa người nửa phù thủy. Sabrina chiếu trong bốn mùa phim trên sóng ABC và thêm ba mùa trên đài The WB.
Mặc dù ban đầu chuỗi chương trình TGIF hướng tới phục vụ đối tượng khán giả là các gia đình nhưng thành công của hai bộ phim Sabrina - Cô phù thủy nhỏ và Boys Meets World đã đưa dàn diễn viên tuổi teen trong phim lên hàng ngôi sao thần tượng, và sự chuyển nhượng những bộ phim hài tình huống thành công hơn như Step by Step và Family Matters (mà điểm nhấn là tập trung hơn vào dàn diễn viên trẻ) sang cho đài CBS vào năm 1997 đã dẫn đến sự chuyển hướng của chuỗi chương trình sang các bộ phim sitcom dành cho thanh thiếu niên mùa thu năm ấy.